# Janet Mills
Pour les articles homonymes, voir Mills.
Janet Mills, née le 30 décembre 1947 à Farmington (Maine), est une femme politique américaine, membre du Parti démocrate et gouverneure du Maine depuis 2019.

## Biographie
Janet Trafton Mills est, du côté maternel, petite-fille d'agriculteurs qui cultivaient la pomme de terre dans le comté d'Aroostook. Son père, Summer Peter Mills Jr, qui a servi dans la marine américaine pendant la Seconde Guerre mondiale, a été procureur du Maine de 1953 à 1961 puis de 1969 à 1977. Sa mère, Katherine Coffin, a enseigné l'anglais et le latin dans les lycées de Warren, de South Paris et de Farmington. 
Janet Mills est diplômée du lycée Mt Blue de Farmington, de l'université du Massachusetts à Boston et de la faculté de droit de l'université du Maine. Elle a épousé en 1985 Stanley Kuklinski (1940-2014), un veuf alors père de cinq filles âgées de 4 à 14 ans, que Janet a contribué à élever tout en travaillant à temps plein. Elle est, en 2024, grand-mère de trois garçons et de deux filles. 

### Procureure générale du Maine
Avocate de profession, Janet Mills a commencé sa carrière publique en qualité de procureure générale adjointe de 1974 à 1980, avant d'être élue procureure de district pour les comtés d'Androscoggin, Franklin et Oxford, poste auquel elle a été réélue trois fois. Elle est élue à la Chambre des représentants du Maine de 2002 à 2004 pour le 78e district, puis de 2004 à 2009 pour le 89e district. À cette date, la législature du Maine l'élit à la fonction de procureur général d'État. En 2011, lorsque le Parti républicain réussit à reprendre la majorité, William Schneider lui succède, bien qu'elle retrouve le poste deux ans plus tard.

### Gouverneure du Maine
Janet Mills remporte les élections de 2018 pour devenir gouverneure du Maine, par 50,9 % des voix contre 43,2 % au républicain Shawn Moody. Elle entre en fonction le 2 janvier 2019, succédant à Paul LePage, dont la popularité était en forte baisse au cours de son second mandat. Elle devient ainsi la première femme à occuper la fonction.
En 2020, elle est vivement critiquée par Tucker Carlson, animateur de l'émission Tucker Carlson Tonight sur Fox News, en raison des restrictions qu'elle impose lors de la pandémie de Covid-19. Il déclare notamment qu'« il n'y a rien que Janet Mills ne puisse pas faire maintenant », ajoutant que « le pouvoir est ce qui [lui] importe ».
Le 29 octobre 2024, elle reçoit les insignes de l'ordre national de la Légion d'honneur, qui lui ont été remis par l'ambassadeur de France aux États-Unis Laurent Bili, « pour ses efforts visant à promouvoir et à honorer la langue et la culture françaises dans le Maine ». Janet Mills, qui parle couramment le français, a obtenu un baccalauréat ès arts dans cette langue avant de s'orienter vers le droit. 